# Jadwichna
Jadwichna – wieś w Polsce położona w województwie łódzkim, w powiecie poddębickim, w gminie Pęczniew.
W latach 1975–1998 miejscowość administracyjnie należała do województwa sieradzkiego.